# فرنسا 1
قناة فرنسا 1 (بالفرنسية:Réseau Outre-Mer première) ، هي قناة فرنسية تابعة لمجموعة التلفزة الفرنسية ، وهي القناة الأولى لشبكة تلفزيون فرنسا الرسمي، أنشئت في اليوم 14 من شهر ديسمبر سنة 1954 ، وكان يعرف في ذلك الوقت «كلور 3» (بالفرنسية:Réseau Outre-Mer première).

## وصلات خارجية
- Site officiel
- Cahier des charges et des missions de France Télévisions »